# Интегрисани пријемник/декодер
Интегрисани пријемник декодер или IRD (Integrated receiver/decoder), електронски уређај који се користи за пријем ТВ сигнала упакованог у одговарајући сигнал погодан за пренос кроз различите средине и мреже. Ово је уређај веома сличан Сет-топ боксу, али са својим интерфејсима и другим особинама прилагођен за професионалне потрере.

## Намена
С обзиром да је IRD намењен за професионалне сврхе користи се искључиво у технолошким центрима у којима се врши обрада видео сигнала. Највећу примену има у ТВ кућама где се користе за пријем разног материјала са сателита. Такође служе за пријем сигнала са терена и жива укључења. Такође он има примену и у кабловским и телекомуникационим оператерима где се врши обрада видео сигнала. У оператерима његова основна намена је пријем сигнала и иностранства преко сателита и његова предаја или директно у мрежу или на енкодер.

## Карактеристике
Постоји више карактеристика по којима се може извршити подела ових уређаја али основне су:
- Тип компримованог сигнала који може да декодује. Највише су присутни MPEG-2 и MPEG-4 врсте компресије. Међутим постоје и декодери који могу да декодују обе врсте компресије.
- Улазни интерфејс. То је пре свега IRD са антенским улазом и QPSK демодулатором који се често назива и QPSK receiver. Онда постоји са етернет улазом за пријем сигнала из IP мреже. Јоош један од битнијих уалаза може бити ASI (Asynchronous Serial Interface). Често се могу наћи IRD-ови са комбинацијом ових улаза.
- Излазни интерфејси. Већина ових уређаја поседује следеће излазне интерфејсе: SDI, IP,AES/EBU аудио изла, аналогни видео, аналогни аудио и други.
- Димензије ових уређаја су најчешће унификоване 44mm x 482.6mm x 357mm, како би био олакшано монтирање и професионалне ормане који су такође унификованих димензија.[1][2]

## Наводи
1. ↑  „Архивирана копија” (PDF). Архивирано из оригинала (PDF) 12. 06. 2013. г. Приступљено 04. 09. 2013.
2. ↑  http://www.ericsson.com/tvreceivers/uploads/documents/originals/RX1290.pdf%5B%5D